# Joanes de Isasti
Joanes de Isasti (Rentería siglo XV - XVI) fue un marino y militar español que participó en la expedición al litoral norteafricano dirigida por el cardenal Cisneros en la que conquistó Orán (1509), Bugía y Trípoli (1510).

## Biografía
Isasti se distinguió en la toma de Bugía, pero protagonizó su actuación más destacada en la de Trípoli, durante la jornada de 26 de julio de 1510en la que sirvió con dos naves, desde las que dirigió el asalto y toma de una torre y dos torrecillas con sus banderas.

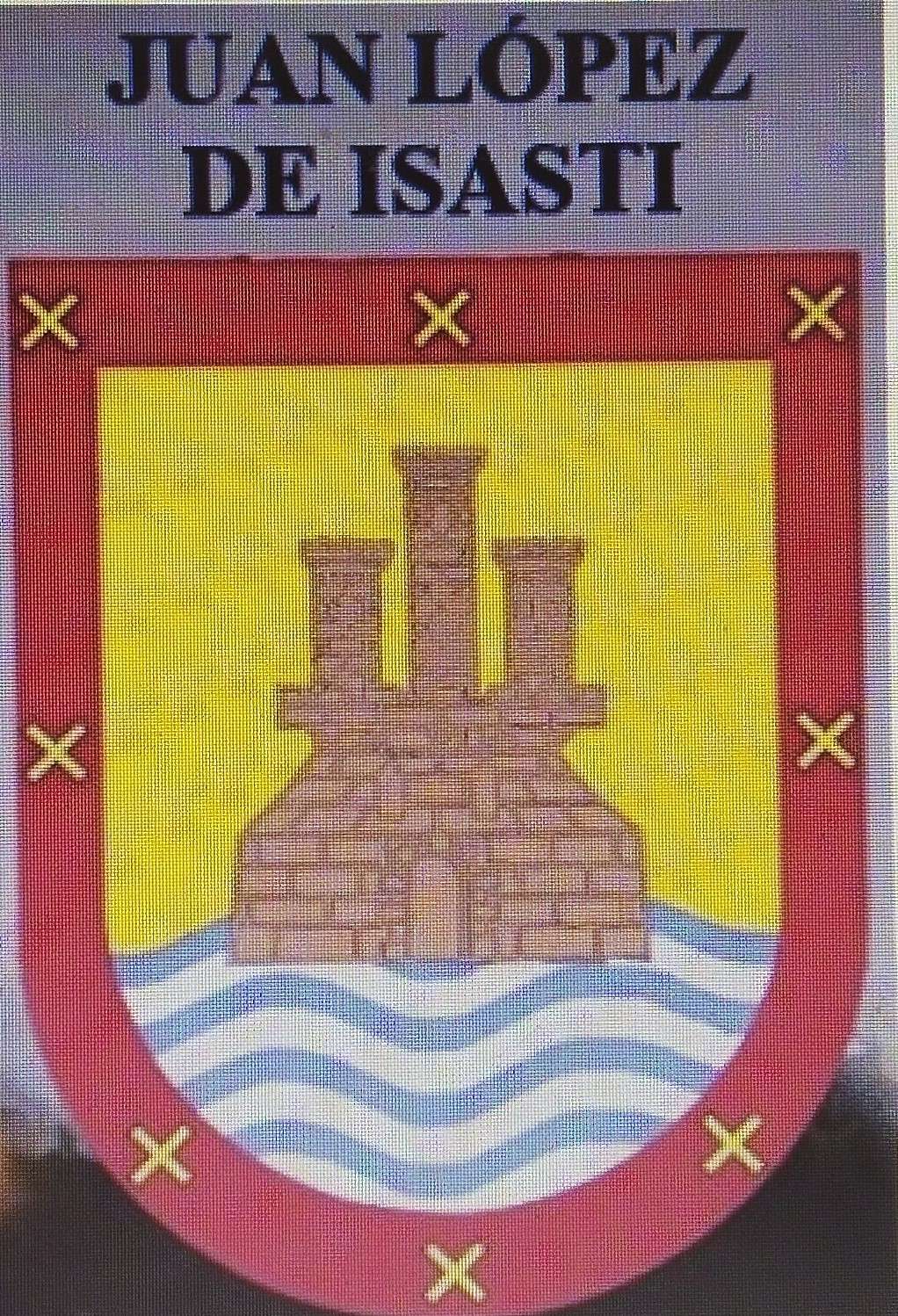
Escudo de Joanes de Isasti

En 1511, la reina Juana de Castilla le otorgó un escudo en el que figuran las tres fortalezas ganadas con sus respectivas insignias, adornadas de una media luna.
Trípoli permaneció bajo el dominio español hasta 1530, cuando fue cedida a los Hospitalarios hasta que fueron expulsados por los otomanos en 1551.

## Descendencia
Su hijo fue Juan López de Isasti, natural de Rentería y dedicado también al oficio de la guerra y la mar. Fue general  de la Real Armada de la Carrera de Indias en 1543, asegurando la ruta de ultramar a través del océano Atlántico y el mar Caribe.